# Эддис, Кристи
Кристи Линн Эддис Хикман (англ. Kristi Lynn Addis Hickman; род. 6 января, 1971) — американская модель, победительница конкурса красоты Юная Мисс США 1987.

## Биография
Родилась 6 января, 1971 года в Холкомбе, штат Миссисипи.
Участница конкурса красоты Юная Мисс Миссисипи 1987 и Юная Мисс США 1987. Единственная победительница от родного штата Миссисипи.
Эддис училась в Университет Миссисипи в Оксфорде, штат Миссисипи. В настоящее время участвует в женском служении Международной Церкви Христа.

## Примечание
Former Beauty Queen Now serving in Women's Ministry by Kristi Addis Hickman